# Bronisław Kuzio

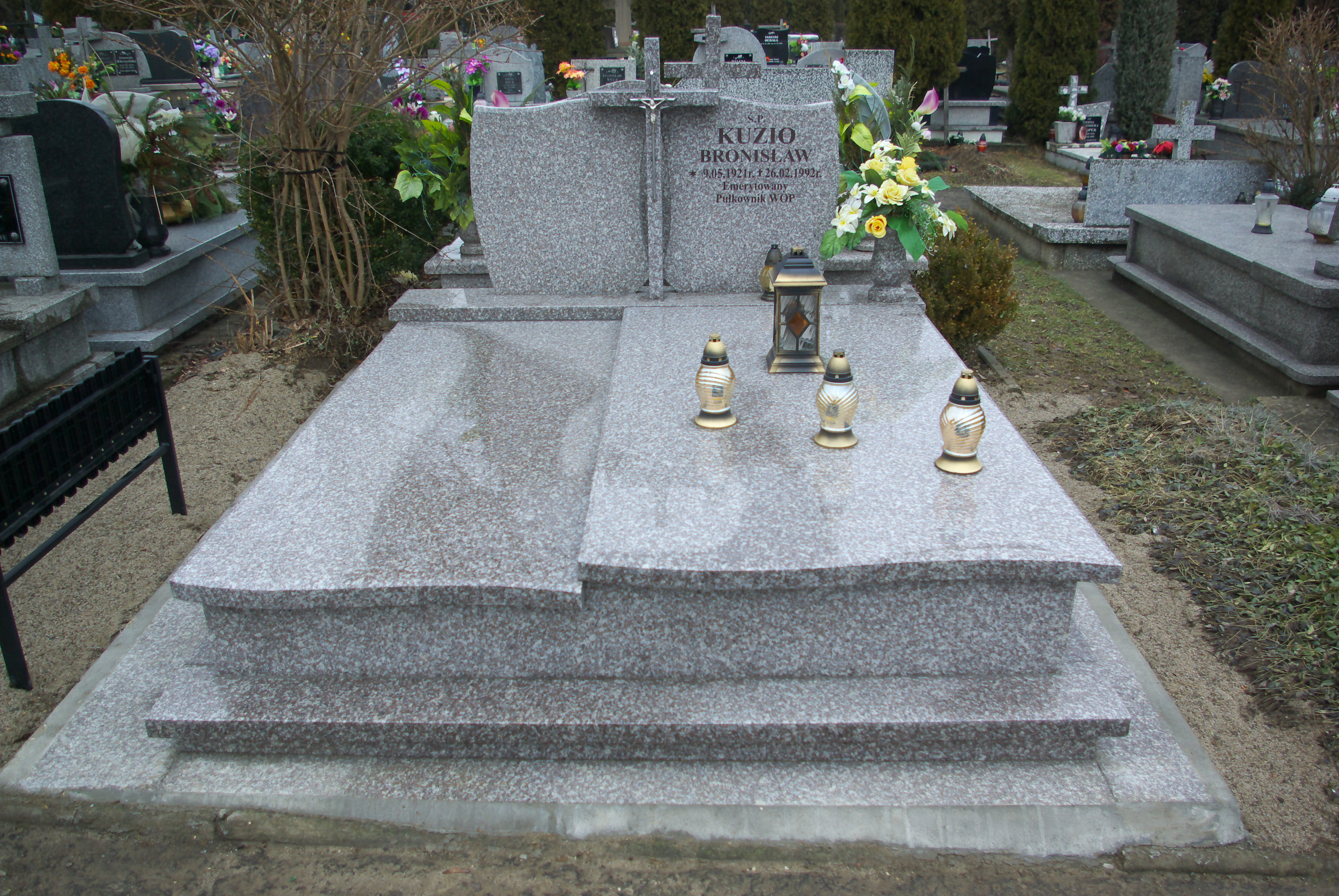
Nagrobek Bronisława Kuzio (luty 2016)

Bronisław Kuzio (ur. 9 maja 1921 w Czaszynie, zm. 26 lutego 1992 w Rymanowie-Zdroju) – polski wojskowy, pułkownik ludowego Wojska Polskiego, funkcjonariusz Milicji Obywatelskiej, nauczyciel.

## Życiorys
Urodził się 9 maja 1921 w Czaszynie. Był synem Jana i Barbary z domu Mądry
W drugiej połowie 1944 wstąpił do wojska polskiego i służył w 9 zapasowym pułku piechoty. Jesienią 1944 roku został skierowany Oficerskiej Szkoły Piechoty, którą ukończył w 1945. Następnie objął funkcję zastępcy dowódcy kompanii ckm w 56 pułku piechoty. W 1947 roku został oficerem Wojsk Ochrony Pogranicza. W drugiej połowie lat 40. był funkcjonariuszem Milicji Obywatelskiej. W latach 1948–1949 kształcił się Centrum Wyszkolenia WOP. W stopniu kapitana był oficerem w szkole podoficerskiej 4 Brygady WOP. Ukończył Kurs Doskonalenia Oficerów i po jego ukończeniu awansował na stopień majora. Od sierpnia 1956 roku do września 1958 roku pełnił funkcję dowódcy 45 batalionu WOP w Prudniku. Dowodząc prudnicką jednostką uzupełniał średnie wykształcenie, uzyskując w 1959 roku maturę. Od końca 1959 roku pełnił służbę w 264 batalionie WOP w Sanoku. Później awansowany na stopnie podpułkownika i pułkownika. Jako nauczyciel był zatrudniony w Sanoku w szkołach mechanicznych od 1978 roku do 1980 roku oraz w szkołach ekonomicznych w niepełnym wymiarze godzin, gdzie pod koniec lat 70. XX wieku uczył przysposobienia wojskowego.
Według dokumentacji zgromadzonej w IPN w drugiej połowie lat 40. był tajnym informatorem i rezydentem Wojskowej Służby Wewnętrznej o pseudonimie „Komar”, około lat 1981-1983 był zarejestrowany przez Bieszczadzką Brygadę WOP jako dysponent lokalu kontaktowego kryptonim „Weranda”.
Zmarł 26 lutego 1992 w Rymanowie-Zdroju. Był żonaty z Danutą z domu Koźlakowską (1931-2017). Oboje zostali pochowani na Cmentarzu Centralnym w Sanoku.